# Funny World
Koordinaten: 48° 17′ 38″ N, 7° 43′ 57″ O
Funny-World ist ein kleiner Familien-Freizeitpark in Kappel-Grafenhausen am Oberrhein, etwa sieben Minuten vom etwa zwanzigfach größeren und bekannteren Europa-Park Rust entfernt. 
Der Park liegt an der Landstraße von der kostenlosen Auto- und Personenfähre von Rhinau/Rheinau (F) im Elsass nach Kappel-Grafenhausen und zur A5-Anschlussstelle 57 Ettenheim. Direkt neben dem Freizeitpark, und auf vielen Kilometern entlang des Rheins, liegt eines der größten Naturschutzgebiete in Baden-Württemberg, Taubergießen.

## Geschichte
Der Park wurde im Jahr 1999 von den Brüdern Markus und Michael Schludecker gegründet und verfügt über mehr als 50 Attraktionen. Die Fahrgeschäfte werden durch die Besucher selbst bedient, so dass nur wenig Personal benötigt wird. Seit 2009 wird der Namenszusatz Mexikopark verwendet, da die Attraktionen und die Gastronomie seitdem im mexikanischen Stil gestaltet sind. Wegen der COVID-19-Pandemie in Deutschland war er im Januar 2022 geschlossen und im Februar 2022 nur am Wochenende geöffnet.
Am 19. Juli 2025 kam es morgens zu einem Brand einer Anlage und Schließung für den Tag.  

## Zielgruppe
Der Park ist auf Familien mit Kindern von 2 bis 12 Jahren ausgerichtet. Zur Unterbringung von Besuchern wurde die Gaststätte Taubergießen-Tenne renoviert und drei klimatisierten Räume im mexikanischen Hazienda-Stil eingerichtet, die sich für Veranstaltungen gemietet werden können.
Bis zu 1500 Besucher kamen täglich vor Ausbruch der Coronakrise.

## Attraktionen
In Funny-World befinden sich folgende Attraktionen:
| Name                                  | Typ                                                             | Hersteller | Eröffnungsjahr         |
| ------------------------------------- | --------------------------------------------------------------- | ---------- | ---------------------- |
| Actionspielplatz                      | Spielplatz                                                      |            |                        |
| Adlerflug                             | Butterfly                                                       | Sunkid     | 2020                   |
| Ballpool                              | Bällebad                                                        |            |                        |
| Big Mountain Splash                   | Nautic-Jet                                                      | Sunkid     |                        |
| Bongo Bongo Trommel                   | Luna Loop (ohne Fahrstrecke)                                    | Sunkid     |                        |
| Bumperboote                           | Bumperboote                                                     |            |                        |
| El Paso Westerneisenbahn              | Rundfahrt                                                       |            |                        |
| Flying Sombrero                       | Jungle Loop                                                     | INNO Heege |                        |
| Funnyfantenbahn                       | Karussell                                                       |            |                        |
| Goldminen Express                     | Butterfly                                                       | Sunkid     | zwischen 2003 und 2005 |
| Kinder-Kettenflieger                  | Wellenflug                                                      |            |                        |
| Mexican Post                          | Kometschaukel                                                   | INNO Heege |                        |
| Mexikanische Pferdebahn               | Pferdereitbahn                                                  |            |                        |
| Mexiko Kindereisenbahn                | Kindereisenbahn                                                 |            |                        |
| Nautic-Jet zum Selbersteuern          | Nautic-Jet                                                      | Sunkid     |                        |
| Oldtimer Express                      | Oldtimer-Fahrt                                                  |            |                        |
| Revolver Bill’s rollende Kanonenkugel | Luna Loop                                                       | Sunkid     |                        |
| Spielplatz                            | Spielplatz                                                      |            |                        |
| Sky Diver Seilbahn                    | Sky Drive                                                       | Sunkid     |                        |
| Tortuga Kinderland                    | Indoorspielplatz u. a. mit Wellenrutsche, Hüpfburg und Bällebad |            |                        |
| Trampoline                            | Trampolin                                                       |            |                        |
| Wasserwelt                            | Planschbecken                                                   |            |                        |
| Zirkusbahn                            | Rundfahrt                                                       |            |                        |

## Ehemalige Attraktionen
| Name     | Typ                                 | Hersteller | Eröffnung              | Schließung |
| -------- | ----------------------------------- | ---------- | ---------------------- | ---------- |
| Bumerang | Shuttle Coaster, Familienachterbahn | Sunkid     | zwischen 2003 und 2005 | 2018       |